# عالم شتاء الحب (أغنية)
عالم شتاء الحب (بالإنجليزية: Winter world of love)‏ أغنية للمغني البريطاني إنجلبرت همبردنك (مواليد 2 مايو 1936)، والذي يوصف بأنه من أفضل مغنيين الأغاني العاطفية. الأغنية تتصدر البومه لعام 1969 الذي يحمل نفس أسم الأغنية. حققت الأغنية نجاحًا عالميًا حيث استمرت على قوائم أفضل الأغاني البريطانية لمدة 13 أسبوعًا، وكان أعلى مركز وصلته هو المركز السابع، بينما صعدت إلى المركز الثالث في أيرلندا، والمركز الرابع في بلجيكا، والمركز الثامن في كندا. أمضت الأغنية 12 أسبوعًا على قوائم البيلبورد في الولايات المتحدة الأمريكية، وكان أعلى مركز صعدت اليه هو المركز 16، وإحتلت المركز الثالث في قائمة أفضل أغاني «السماع السهل Easy Listening» (يطلق هذا الاصطلاح على الأغاني الغير معقدة والغير صعبة والتي تحمل معاني بسيطة مثل أغانى إنجلبرت).

## كلمات الأغنية
حبيبتي .. الأيام أبرد My love, the days are colder
لذا دعيني آخذ يدك So, let me take your hand
وأسير بك عبر أرض ثلجية بيضاء And lead you through a snow white land
اوه اوه. اوه اوه Oh, oh. Oh, oh
حبي .. السنة تمضي My love, the year is older
لذا، إسمحي لي أن أضمك بقوة So, let me hold you tight
ونقضي هذه الليلة الشتوية And while away this winter night
اوه اوه Oh, oh
أرى ضوء يتوهج في عينيك I see the firelight in your eyes
تعال قبليني الآن قبل أن يزول التوهج Come kiss me now, before it dies
سنجد عالم شتاء الحب We'll find a winter world of love
لأن الحب أكثر دفئا في ديسمبر 'Cause love is warmer in December
عزيزتي، إبق هنا بين ذراعي My darlin', stay here in my arms
حتى يأتي الصيف Till summer comes along
وفي عالم شتاء الحب And in our winter world of love
سترى، سوف نتذكر دائمًا You'll see, we always will remember
أن عندما تمتلئ الأرض بالثلج That as the snow lay on the ground
سنجد عالم شتاء الحب We found our winter world of love
لأن الليالي أطول Because the nights are longer
سيكون لدينا الوقت لقول مثل هذه الأشياء الرقيقة We'll have the time to say such tender things
في كل يوم Before each day
اوه اوه. اوه اوه Oh, oh. Oh, oh
وعندما ينمو الحب أقوى And then, when love is stronger
ربما ستعطيني قلبك Perhaps, you'll give your heart
وتعديني أننا لن نفترق أبدًا، اوه، لا And promise me we'll never part, oh, no
وفي نهاية كل عام And at the end of every year
سأكون سعيدا جدا لوجودك بالقرب منك I'll be so glad to have you near

## وصلات خارجية
https://www.allmusic.com/album/winter-world-of-love-mw0000969635 عالم شتاء الحب (أغنية)
https://www.discogs.com/Engelbert-Humperdinck-Winter-World-Of-Love/release/6824579 عالم شتاء الحب (أغنية)
https://www.engelbert.com/ عالم شتاء الحب (أغنية)
https://www.youtube.com/watch?v=D4JLJVvcLgs عالم شتاء الحب (أغنية)